# Gynanisa carcassoni
Gynanisa carcassoni är en fjärilsart som beskrevs av Pierre Claude Rougeot 1974. Gynanisa carcassoni ingår i släktet Gynanisa och familjen påfågelsspinnare. Inga underarter finns listade i Catalogue of Life.